# 粉嶺戲院

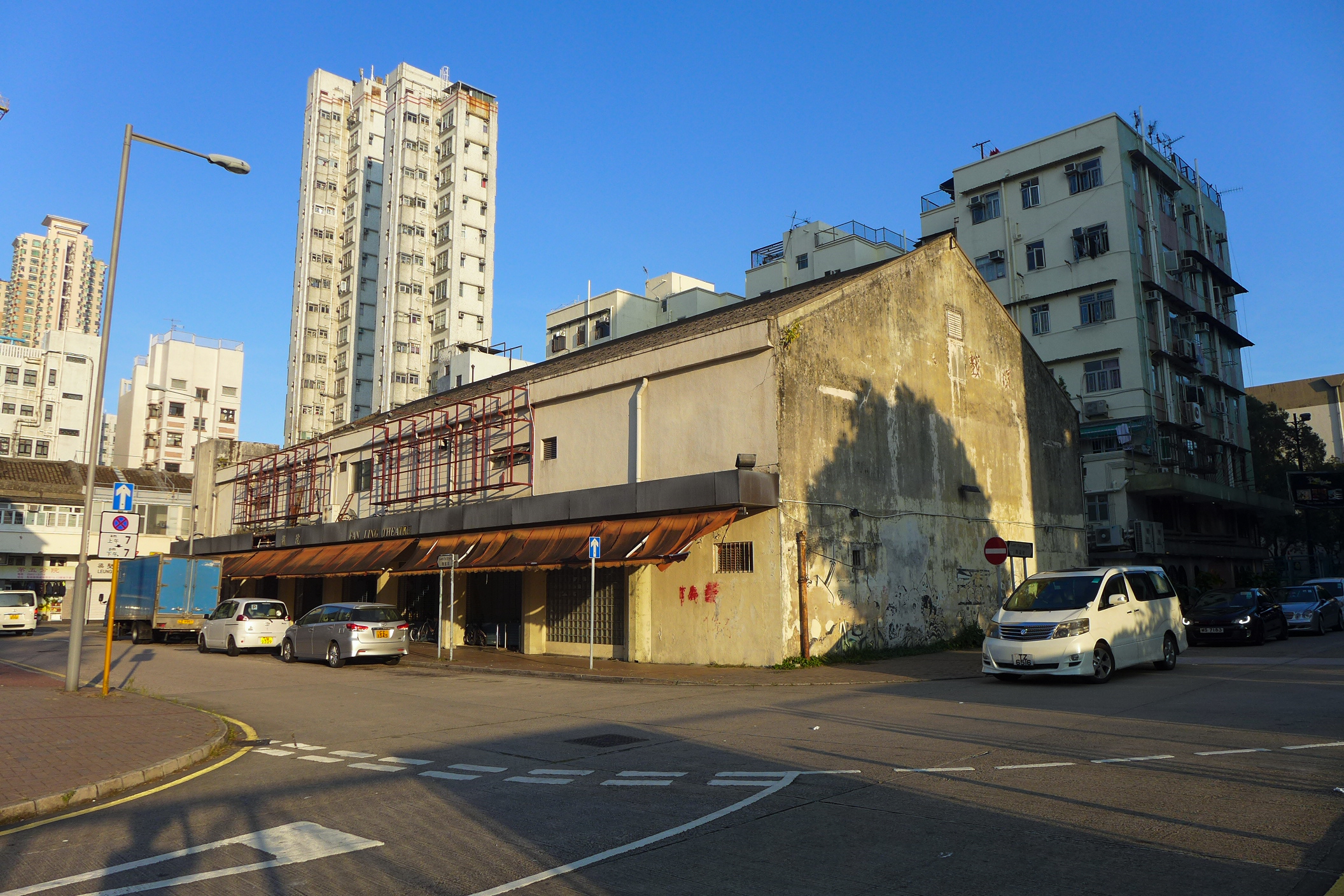
2016年的粉嶺戲院

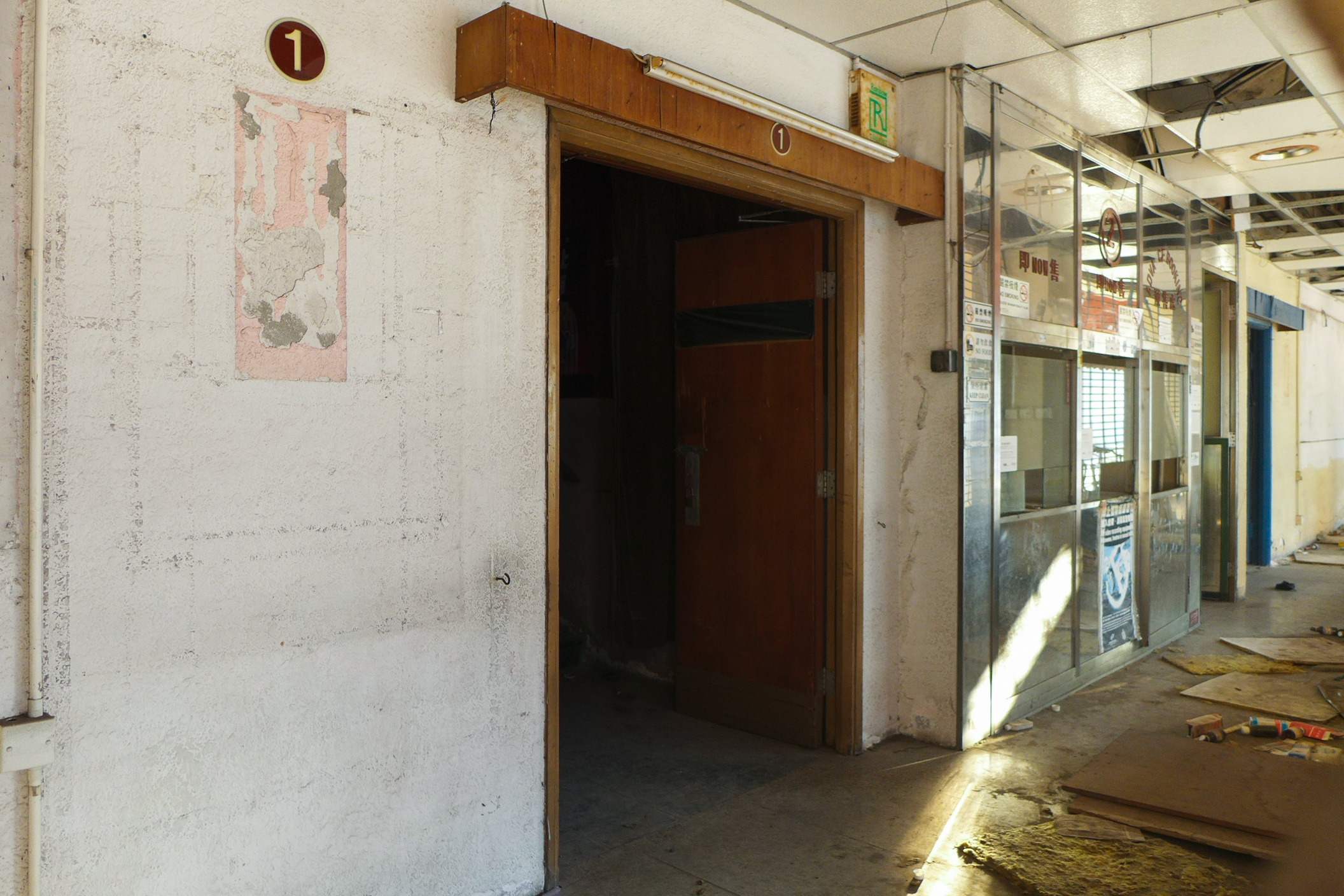
粉嶺戲院入口及售票處

粉嶺戲院位於香港新界粉嶺聯和墟聯發街1號，於1959年9月11日開業，2010年1月6日結業，正式結束其半世紀的歷史使命。粉嶺戲院曾是全港最舊、最後一間的鄉村戲院，亦為上水、粉嶺及大埔區唯一的戲院。粉嶺戲院由粉嶺戲院有限公司經營，內設有兩間迷你戲院，合共721座位，主要放映首輪西片。

## 歷史
粉嶺戲院前身是一間露天戲院，於1949年開始營業，為新界北區第一間電影院。當時設備簡陋，只有四面牆壁作隔音，座椅全為木製。現時戲院的建築物於1959年改建而成，開幕當天由新界副行政署長黎敦義主持揭幕，他致詞時說：「（聯和墟）居民靠工農事業維持生活，貴院今日之開幕，將使本區居民獲到娛樂享受，即亦可藉娛樂事業而引起農村之繁榮。」
踏入廿一世紀，當北區各戲院相繼結業，粉嶺戲院成為最後一間碩果僅存位於新界北區的戲院，其間更轉型為專播放三級片的另類戲院。可惜，粉嶺戲院最後亦不敵時代的變遷，於2010年1月10日悄悄地低調結業，無聲告別聯和墟的眾街坊，原因之一是跨或留原區看電影成為粉嶺市民的慣性，例如使用港鐵東鐵線直往沙田市區、九龍塘又一城、旺角新世紀廣場、大埔娛藝、西洋菜街百老匯、原區及黃埔花園嘉禾，乘坐大老山隧道巴士路線277X前往九龍灣星影匯、MCL和觀塘Palace APM，乘坐獅子山隧道巴士路線270A前往尖沙咀和油麻地百老匯。
2015年12月，洲立影藝有限公司向東方日報證實，MCL院線正積極籌備於粉嶺逸峯廣場開設新戲院，於2017年1月21日開幕，並設3個影院。
戲院到2018年清拆。到2020年11月，佳明集團以1.4億元，向理想集團購入地盤。

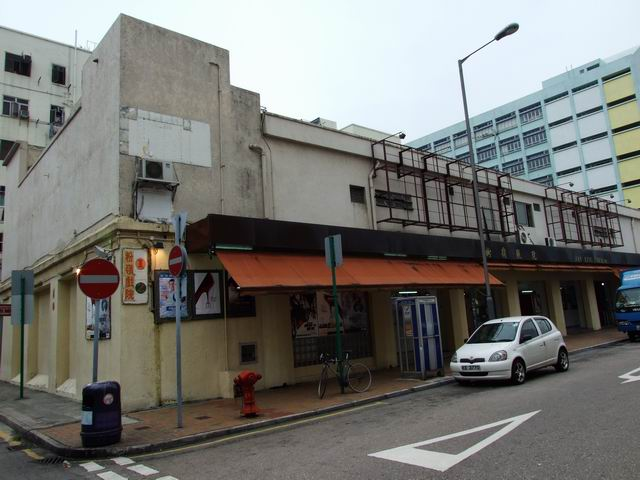
2006年的粉嶺戲院
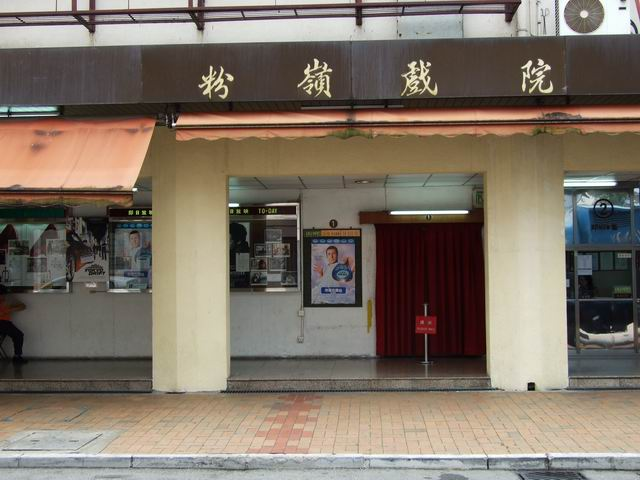
粉嶺戲院售票處（2006年）
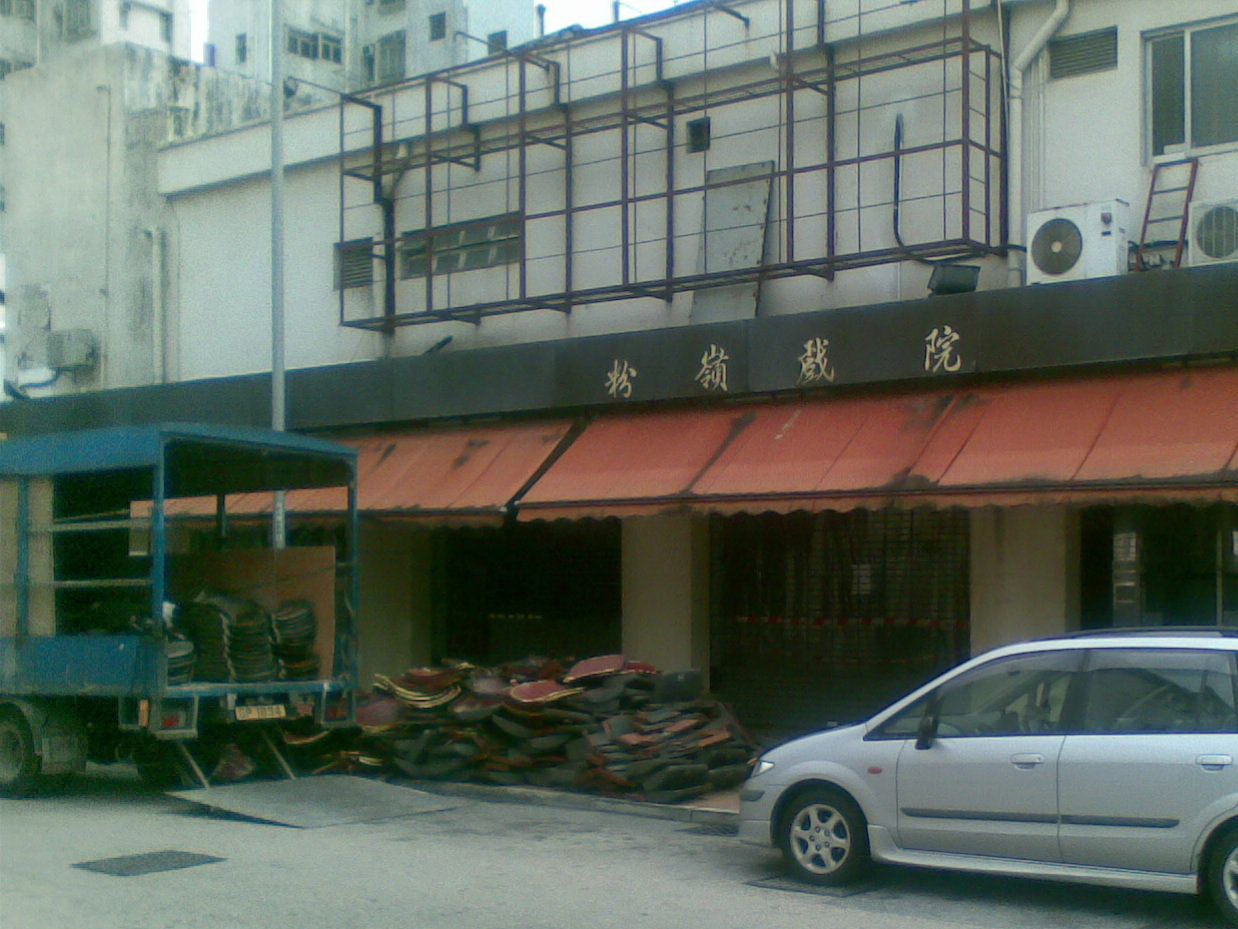
正清理已拆卸座椅的粉嶺戲院
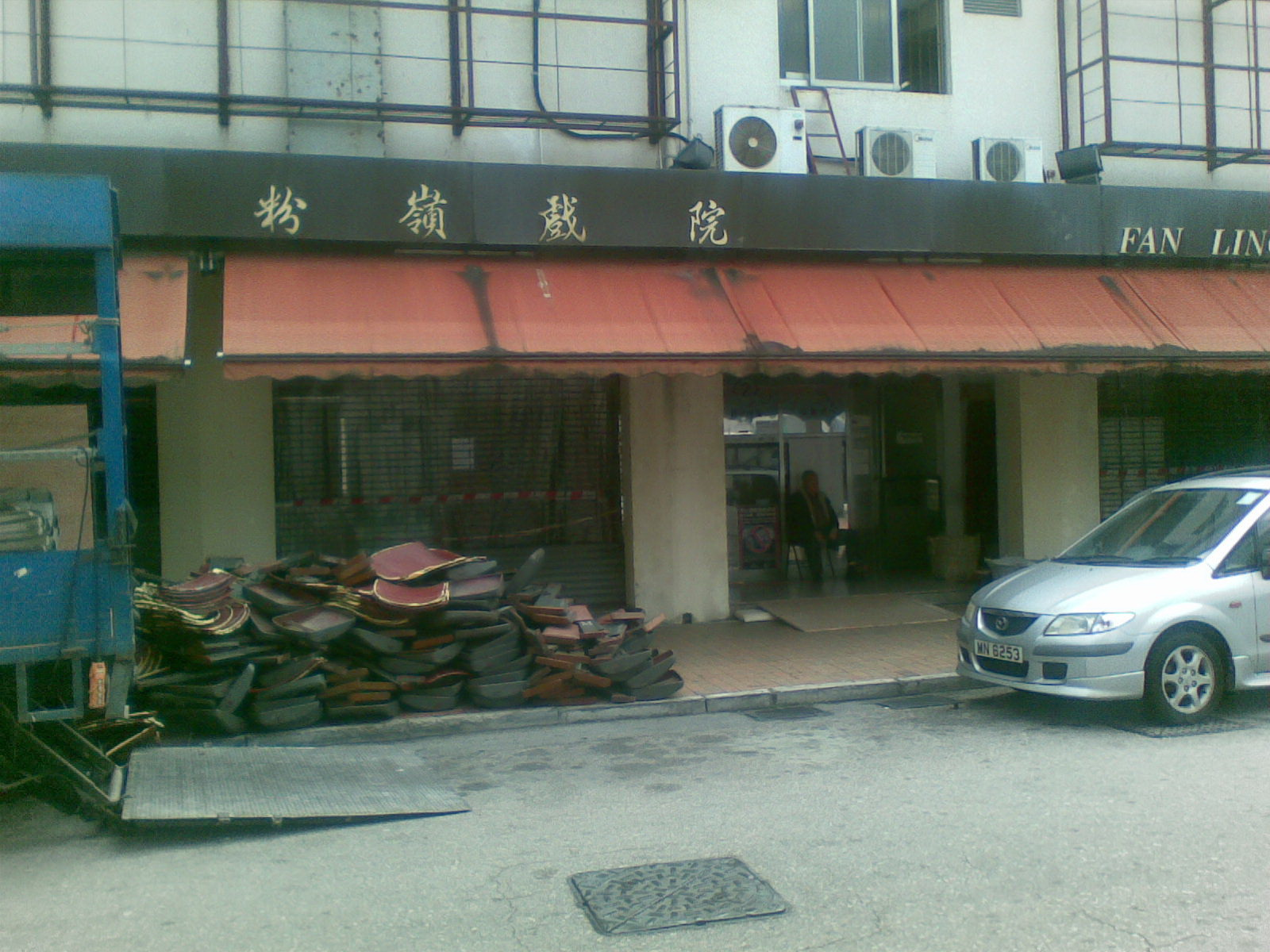
正清理已拆卸座椅的粉嶺戲院

## 特色
粉嶺戲院保留了舊式戲院的單幢建築，樓高兩層，為現時香港碩果僅存的單棟戲院建築。建築物頂部為三角尖頂，上面鋪有瓦片，極具傳統風味。裝修後戲院內部仍保留舊式戲院的暗斜地台、乳膠墊座椅、銀幕四周的木條裝飾，而人手劃位亦為該院的特色。因此成為不少劇集取景的地方，無線劇集胭脂水粉亦曾到粉嶺戲院取景。2016年9月，古物古蹟辦事處將戲院評定為三級歷史建築。

## 設備
- 1院：361座位
- 2院：360座位

## 其他資料
票價：30至55元（視乎片種及片長）

訂票電話： 2675 6065（已結業）

## 外部連結
- 粉嶺戲院　歲月流聲 （页面存档备份，存于）
- 香港電影發展局 粉嶺戲院資料
- 頭條網：最新上映電影 - 粉嶺戲院 （页面存档备份，存于）